# Сегеда Юрій Васильович
 Сегеда́ Ю́рій Васи́льович  (нар. 6 жовтня 1977, смт Вороновиця, Вінницький район, Вінницька область) — український поет і прозаїк. Член Національної спілки письменників України (2004).

## Біографія
Народився 6 жовтня 1977 року в смт Вороновиці поблизу Вінниці. Дитинство і шкільні роки минали у сусідньому с. Тростянці Тиврівського району та м. Липовці на Вінниччині. Здобув філологічну освіту у Вінницькому педагогічному університеті (2001), де потім навчався в аспірантурі та працював на кафедрі української літератури.
З 2005 р. — на журналістській роботі, спочатку — кореспондент обласного радіо, згодом — журналіст газети «Вінниччина».

## Літературна діяльність
Порадниками на початку літературного шляху були — батько Василь Іванович Сегеда, який писав вірші, та вчителька Ганна Патер, пізніше — письменники Анатолій Бортняк, Михайло Каменюк, Ніна Гнатюк, Василь Кобець, наразі — Дмитро Павличко та Анатолій Подолинний, які написали передмови до його книг.

Автор поетичних збірок:
- Давно на світі не було дощу…: поезії. — Київ: Центр «Свобода слова», 1999. — 12 с. (Серія «Метелик»).
- Світлі крила: поезії. — Вінниця: Власюк О., 2004. — 100 с. : іл, портр. — ISBN 966-8413-38-5.
- Святий Георгій: поезії. — Київ: Пульсари, 2006. — 140 с. — ISBN 966-8767-36-5.

Вірші, мала проза, гумористичні твори та переклади друкуються у періодиці.

|                   | Поезія Юрія Сегеди позначена такою зрілістю й масштабністю мислення, такою свіжою метафоричністю, що її не прив’яжеш ні до Вінниці, ні до молодості. Це – справжня література, що має право бути вписана в загальноукраїнський сучасний формат. |
| — Дмитро Павличко | |

## Премії та нагороди
- Лауреат Всеукраїнської літературної премії ім. Василя Симоненка (2004).
- Стипендіат Вінницької обласної Ради та облдержадміністрації у 2012, 2013 рр.[5][6]